# Cormoranche-sur-Saône
Cormoranche-sur-Saône település Franciaországban, Ain megyében. Lakosainak száma 1165 fő (2022. január 1.). Cormoranche-sur-Saône Bey, Cruzilles-lès-Mépillat, Garnerans, Grièges, Crêches-sur-Saône és Varennes-lès-Mâcon községekkel határos.

## Népesség
A település népességének változása:
| Lakosok száma | 668  | 831  | 780  | 1009 | 1070 | 1103 | 1138 | 1162 | 1159 | 1165 |
|               | 1968 | 1982 | 1990 | 2006 | 2013 | 2015 | 2017 | 2019 | 2020 | 2022 |